# Hédy Attouch
Hédy Attouch (* 16. Februar 1949 in Toulouse; † 14. Oktober 2023 in Montpellier) war ein französischer Mathematiker und Hochschullehrer an der Universität Montpellier II.
Attouch wurde 1976 an der Universität Paris VI (Pierre et Marie Curie) bei Haïm Brezis promoviert. Er war Professor an der Universität Montpellier II (Sciences et Techniques du Languedoc).
2021 erhielt er den George-B.-Dantzig-Preis mit Michel Goemans. Attouch erhielt den Preis für grundlegende Beiträge zur modernen Variations-Analysis und nichtstetige Optimierung, einschließlich neuer Begriffe variationaler Konvergenz, der Einführung neuartiger Topologien für das Studium der quantitativen Stabilität von Variations-Systemen und deren Anwendung beim Entwurf und der Analyse von Algorithmen, Dynamischen Systemen und Partiellen Differentialgleichungen (Laudatio).

## Schriften (Auswahl)
- mit Giuseppe Buttazzo, Gérard Michaille: Variational Analysis in Sobolev and BV Spaces: Applications to PDEs and optimization, SIAM 2005